# Andrea Cordero Lanza di Montezemolo
Andrea Cordero Lanza di Montezemolo (Torino, 27 agosto 1925 – Roma, 19 novembre 2017) è stato un cardinale e arcivescovo cattolico italiano.

## Biografia
Andrea Cordero Lanza di Montezemolo nacque a Torino il 27 agosto 1925. Era figlio di Giuseppe Cordero Lanza di Montezemolo, vittima alle Fosse Ardeatine, e di Amalia Dematteis, che fu uditrice laica durante il Concilio Vaticano II nonché attiva presidente nazionale dell'allora Patronato per l'Assistenza Spirituale Forze Armate - P.A.S.F.A. , tuttora operante come organismo dell'ordinariato militare in Italia. Era cugino del padre di Luca Cordero di Montezemolo e suo bisnonno era il generale Giuseppe Dezza. Apparteneva alla dinastia dei Cordero di Montezemolo.

### Formazione e ministero sacerdotale
Sulle orme paterne fu soldato volontario nella guerra di liberazione nel "Battaglione di Montezemolo", dal nome del padre. In precedenza era stato nascosto ai nazisti dal clero ucraino del Pontificio collegio ucraino di San Giosafat. Nel 1949 conseguì la laurea in architettura presso l'Università degli Studi di Roma "La Sapienza". Esercitò per qualche anno la libera professione di architetto lavorando nello studio di Pier Luigi Nervi. Collaborò con lui nella realizzazione delle sue opere più famose. Fu anche assistente alla cattedra di scienza delle costruzioni della facoltà di architettura dell'Università degli Studi di Roma "La Sapienza".
Nel frattempo maturò la sua vocazione al presbiterato. Dal 1952 al 1954 studiò quindi alla Pontificia Università Gregoriana di Roma dove conseguì il baccellierato in filosofia e la licenza in teologia. Compì gli studi per il sacerdozio all'Almo Collegio Capranica e il 13 marzo 1954 fu ordinato presbitero per la diocesi di Roma dall'arcivescovo vicegerente Luigi Traglia. Operò poi come vicario parrocchiale in diverse comunità. Dal 1957 al 1959 studiò presso la Pontificia accademia ecclesiastica a Roma, l'istituto che forma i diplomatici della Santa Sede. Nello stesso periodo studiò per la laurea in diritto canonico alla Pontificia Università Lateranense. Fu anche cappellano dell'Università degli Studi di Roma "La Sapienza".
Nel 1959 entrò nel servizio diplomatico della Santa Sede. Ricoprì gli incarichi di segretario di nunziatura presso la delegazione apostolica in Messico dal 1960 al 1964, presso la nunziatura apostolica in Giappone dal 1964 al 1965 e presso le rappresentanze in Kenya, Uganda e Tanzania dal 1965 al 1968. Prestò poi servizio nel Consiglio per gli affari pubblici della Chiesa dal 1968 al 1972. L'11 novembre 1971 venne nominato vicesegretario della Pontificia commissione "Justitia et Pax". L'11 novembre 1974 fu promosso a pro-segretario e il 15 dicembre 1976 a segretario dello stesso dicastero. Papa Paolo VI lo nominò cameriere segreto soprannumerario il 21 giugno 1963  e prelato d'onore di Sua Santità il 4 giugno 1974.

### Ministero episcopale
Il 5 aprile 1977 papa Paolo VI lo nominò arcivescovo titolare di Anglona, pro-nunzio apostolico a Papua Nuova Guinea e delegato apostolico nelle Isole Salomone. Ricevette l'ordinazione episcopale il 4 giugno successivo dal cardinale Jean-Marie Villot, Segretario di Stato di Sua Santità, co-consacranti gli arcivescovi Bernardin Gantin, pro-presidente della Pontificia commissione "Justitia et Pax" e vicepresidente del Pontificio consiglio "Cor Unum", e Duraisamy Simon Lourdusamy, segretario della Congregazione per l'evangelizzazione dei popoli.
Il 25 ottobre 1980 venne trasferito alle rappresentanze pontificie di Honduras e Nicaragua e il 1º aprile 1986 divenne nunzio apostolico in Uruguay. Il 28 aprile 1990 venne nominato delegato apostolico a Gerusalemme e in Palestina e nel contempo gran cancelliere dell'Università araba di Betlemme. Il 28 maggio dello stesso anno divenne anche nunzio apostolico a Cipro. Il 13 aprile 1991 venne trasferito alla sede titolare di Tuscania. Promosse l'istituzione dell'Assemblea degli ordinari cattolici di Terra Santa. Fu tra gli artefici dei negoziati per la normalizzazione delle relazioni tra la Santa Sede e lo Stato d'Israele che portò, il 30 dicembre 1993, alla firma dell'"Accordo Fondamentale tra la Santa Sede e lo Stato di Israele" che riconobbe «la natura unica delle relazioni tra la Chiesa cattolica e il popolo ebraico» e «il processo storico di riconciliazione e di crescita nella comprensione reciproca e nell'amicizia tra cattolici ed ebrei». Il 19 gennaio 1994 divenne quindi il primo nunzio apostolico in Israele. Nel 1997 firmò per la Santa Sede l'accordo con Israele chiamato "Legal Personality Agreement", finalizzato a disciplinare meglio le relazioni e le competenze dei funzionari vaticani accreditati in Israele. Il 7 marzo 1998 venne nominato nunzio apostolico in Italia e San Marino.
Il 17 aprile 2001 papa Giovanni Paolo II accettò la sua rinuncia all'incarico per raggiunti limiti di età. Lo stesso anno divenne assessore d'onore dell'Ordine equestre del Santo Sepolcro di Gerusalemme, carica che mantenne fino al 2006.
Il 31 maggio 2005 papa Benedetto XVI emanò nuove norme per un rinnovato esercizio del culto nella basilica di San Paolo fuori le Mura, lo nominò primo arciprete della basilica e gli affidò lo studio per la riorganizzazione del complesso extraterritoriale in collaborazione coi monaci benedettini. Il 24 marzo 2006 lo stesso pontefice lo creò cardinale e gli assegnò la diaconia di Santa Maria in Portico Campitelli della quale prese possesso il 17 luglio successivo. Come arciprete suggerì al papa la celebrazione dell'Anno paolino tra il giugno del 2008 e il giugno del 2009, nel cui contesto promosse l'indagine scientifica all'interno del sarcofago tradizionalmente ritenuto di San Paolo. Dalla ricerca giunse la storica conferma che si tratta effettivamente della sua tomba e che i resti mortali che essa custodisce sono effettivamente quelli di Paolo di Tarso. Promosse e collaborò al restauro di parte della basilica e rese visibile la tomba dell'apostolo. Si adoperò per restituire vitalità spirituale all'intero complesso e nuovo slancio alla vocazione ecumenica di quel luogo.
Il 3 luglio 2009 papa Benedetto XVI accettò la sua rinuncia all'incarico per raggiunti limiti di età. Il 27 marzo 2011 accompagnò, in qualità di figlio di una delle vittime, papa Benedetto XVI durante la sua visita alle Fosse Ardeatine. Il 20 giugno 2016 optò per l'ordine presbiterale, mantenendo invariata la diaconia elevata pro hac vice a titolo presbiterale.
Fu consultore della sezione per i rapporti con gli Stati della Segreteria di Stato della Santa Sede dal 17 novembre 2001 e membro della Congregazione per i vescovi dal 22 novembre 2001. Partecipò per nomina pontificia alla XII assemblea generale ordinaria del Sinodo dei vescovi che ebbe luogo nella Città del Vaticano dal 5 al 26 ottobre 2008 sul tema "La Parola di Dio nella vita e nella missione della Chiesa".
Fu un grande esperto di araldica e fin da giovane disegnò gli stemmi di numerosissimi prelati, compreso quello di papa Benedetto XVI che descrisse in un articolo apparso sull'Osservatore Romano il 28 aprile 2005. Lo definì "uno stemma ricco di simbolismi e di significati, per affidare alla storia la sua personalità e il suo pontificato".
Da tempo malato, morì a Roma alle 12 del 19 novembre 2017 all'età di 92 anni. Le esequie si tennero il 21 novembre alle ore 11.30 all'Altare della Cattedra della basilica di San Pietro in Vaticano. La liturgia esequiale venne celebrata dal cardinale Giovanni Battista Re, vice-decano del Collegio cardinalizio. Al termine della celebrazione papa Francesco presiedette il rito dell'ultima commendatio e della valedictio. È sepolto nella basilica di San Paolo fuori le mura.

## Opere
- Manuale di araldica ecclesiastica nella Chiesa Cattolica, Vaticana, Città del Vaticano, 2014, 206 pagine, ISBN 978-8820992392, con Antonio Pompili.
- Seconda edizione aggiornata con le tre traduzioni in francese, inglese, tedesco, Vaticana, Città del Vaticano e Agry, Parigi, 2016.
- Itinerari Araldici di Andrea di Montezemolo, Architetto, Nunzio, Cardinale, a cura di Michèle Jarton, Vola, Roma, 2017, 352 pp., ISBN 978-8896834-21-3.

## Genealogia episcopale e successione apostolica
La genealogia episcopale è:
- Cardinale Scipione Rebiba
- Cardinale Giulio Antonio Santori
- Cardinale Girolamo Bernerio, O.P.
- Arcivescovo Galeazzo Sanvitale
- Cardinale Ludovico Ludovisi
- Cardinale Luigi Caetani
- Cardinale Ulderico Carpegna
- Cardinale Paluzzo Paluzzi Altieri degli Albertoni
- Papa Benedetto XIII
- Papa Benedetto XIV
- Papa Clemente XIII
- Cardinale Antonio Dugnani
- Arcivescovo Jean-Charles de Coucy
- Cardinale Gustave-Maximilien-Juste de Croÿ-Solre
- Vescovo Charles-Auguste-Marie-Joseph Forbin-Janson
- Cardinale François-Auguste-Ferdinand Donnet
- Vescovo Charles-Emile Freppel
- Cardinale Louis-Henri-Joseph Luçon
- Cardinale Charles-Henri-Joseph Binet
- Cardinale Maurice Feltin
- Cardinale Jean-Marie Villot
- Cardinale Andrea Cordero Lanza di Montezemolo

La successione apostolica è:
- Arcivescovo Karl Hesse, M.S.C. (1978)
- Vescovo George To Bata (1978)
- Vescovo Carlos José Santi Brugia, O.F.M. (1982)
- Vescovo Luis Alfonso Santos Villeda, S.D.B. (1984)
- Vescovo Pedro Lisímaco de Jesús Vílchez Vílchez (1984)
- Vescovo Pablo Ervin Schmitz Simon, O.F.M.Cap. (1984)